# Wer hat Angst vor Jackie-O.?
Wer hat Angst vor Jackie-O.? (The House of Yes) ist eine US-amerikanische Filmkomödie von Mark Waters aus dem Jahr 1997. Die Handlung beruht auf dem Theaterstück „The House of Yes“ von Wendy MacLeod.

## Handlung
Marty Pascal studiert im Jahr 1983 in New York City. Er ist mit der Kellnerin Lesly verlobt.
Marty nimmt seine Verlobte mit, als er zum Thanksgiving seine Familie in Washington D.C. besucht. Dort lernt Lesly seine Zwillingsschwester Jackie kennen, die von der früheren US-amerikanischen First Lady Jacqueline Kennedy Onassis fasziniert ist. Jackie verspottet Lesly, indem sie diese nach ihrem Heimatstaat Pennsylvania fragt. Sie stellt Fragen der Art, ob es in Pennsylvania Gemälde gebe. Anschließend wird Jackie hysterisch, als die Eiswürfel für die Getränke ausgehen.
Das elektrische Licht fällt aus, es werden Kerzen angezündet. Die Mutter von Jackie und Marty geht schlafen. Sie sagt, sie könne vorausahnen, wohin die Unterhaltung führen würde.
Es stellt sich heraus, dass Marty und Jackie in der Vergangenheit eine inzestuöse Beziehung hatten. Jackie hält Inzest für normal und will die Beziehung erneuern. Es kommt zum Liebesakt zwischen Jackie und Marty in Anwesenheit von Lesly.

## Kritiken
James Berardinelli schrieb auf ReelViews, dass die Komödie „schwarz“ und „gelegentlich verstörend“ sei, dennoch sei sie „witzig“. Berardinelli lobte die Darstellungen von Josh Hamilton, Freddie Prinze junior und Tori Spelling.
Roger Ebert lobte in der Chicago Sun-Times vom 17. Oktober 1997 die „klugen“ und „prägnanten“ Dialoge sowie die Darstellung von Parker Posey.
Das Lexikon des internationalen Films bezeichnet das Werk als „[t]urbulente Komödie, die ihre Protagonisten schonungslos karikiert.“

## Auszeichnungen
Parker Posey gewann im Jahr 1997 einen Sonderpreis des Sundance Film Festivals; Mark Waters wurde für den Großen Jurypreis nominiert. Mark Waters wurde außerdem 1997 für den Gold Hugo des Chicago International Film Festivals und für einen Preis des Deauville Film Festivals nominiert.
Parker Posey wurde 1998 für den Golden Satellite Award nominiert. Tori Spelling wurde 1998 für die Goldene Himbeere nominiert.

## Hintergrund
Die Produktionskosten betrugen schätzungsweise 1,5 Millionen US-Dollar. Der Film spielte in den Kinos der USA 0,6 Millionen US-Dollar ein.